# Nậm Nho
Nậm Nho hay Nậm Nhọ là một suối chảy ở huyện Mường Tè tỉnh Lai Châu, Việt Nam.
Nậm Nho là phụ lưu của Nậm Bum trong lưu vực sông Đà, dài cỡ 27 km, diện tích lưu vực 111 km², mã sông là "02 02 63 15 02"..
Nậm Nho bắt nguồn từ các suối ở vùng núi cao đến 1800 m ở phía đông nam xã Bum Nưa 22°20′12″B 102°59′54″Đ / 22,336662°B 102,998329°Đ, chảy về hướng tây nam
Đến bản Nậm Sẻ của xã thì Nậm Nho chuyển hướng tây bắc.
Tại bản Nà Phầy xã Bum Nưa Nậm Nho đổ vào dòng Nậm Bum 22°22′01″B 102°50′41″Đ / 22,366977°B 102,844658°Đ.
Dòng Nậm Bum chảy hướng tây, đổ vào sông Đà ở bản Ta Pán nơi có cầu Pô Lếch ở xã Bum Tở huyện Mường Tè.
Các văn bản hành chính hiện thường dùng tên Nậm Nhọ, tuy nhiên các dự án thủy điện dùng tên Nậm Nho để thanh thoát hơn.